# Årsta havsbad
Årsta havsbad är sedan 2015 en tätort i Haninge kommun, Stockholms län, belägen vid Horsfjärden. Årsta havsbad är en sommarstad som bildades 1929 på HSB:s initiativ. 
Antalet stugor i Årsta Havsbad är cirka 850. Majoriteten är sommarstugor, av vilka ett betydande antal omvandlats till eller ersatts av villor. Vissa tjänar som permanentbostäder. Vid ortens centrala torg fanns 2025 ett glasscafé, en mataffär och restaurangen "Horsfjärden".

## Historia

### Bakgrund till skapande av anläggningen

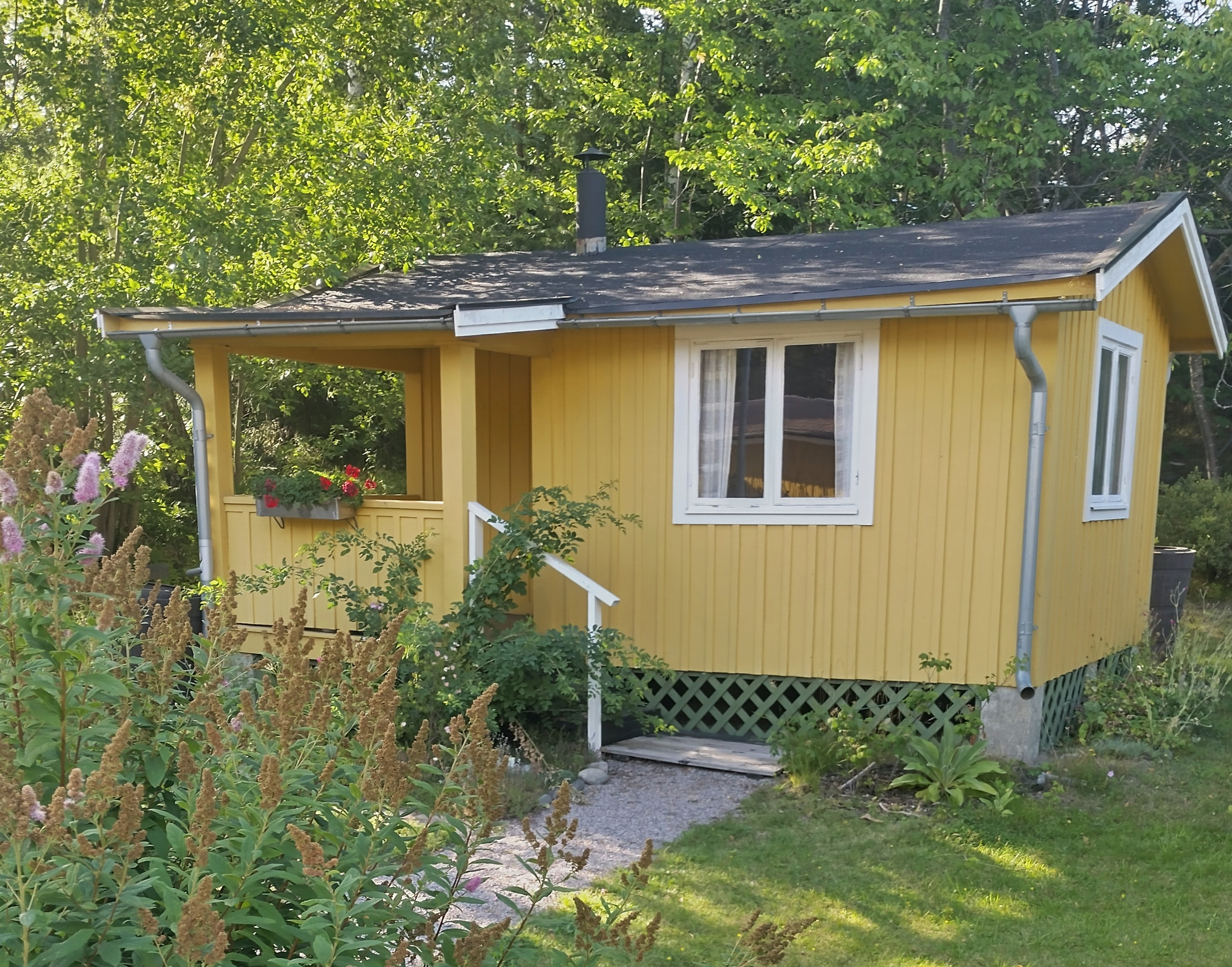
"Årstastugan" (2025) visar hur originalbebyggelsen kunde se ut. Byggnad, inredning och trädgårdsföremål är till stor del bevarade.

HSB:s chefsarkitekt på 1930-talet, Sven Wallander hade som vision att även folk med små inkomster skulle få möjligheten att hyra eller förvärva en sommarstuga vid sidan av den ordinarie bostaden i Stockholms stad. Här skulle det finnas möjlighet till bad och avkoppling i vacker natur. Möjligheter till trädgårdsodling, bärplockning och fiske till husbehov, som hade en relativt stor betydelse för mellankrigstidens folkhushållning, fanns också med i bilden för det tänkta sommarstugeområdet. Idén var att sommarstugorna skulle kunna ägas med tomträtt med lägsta möjliga arrendeavgifter.

### Planeringen och stugorna

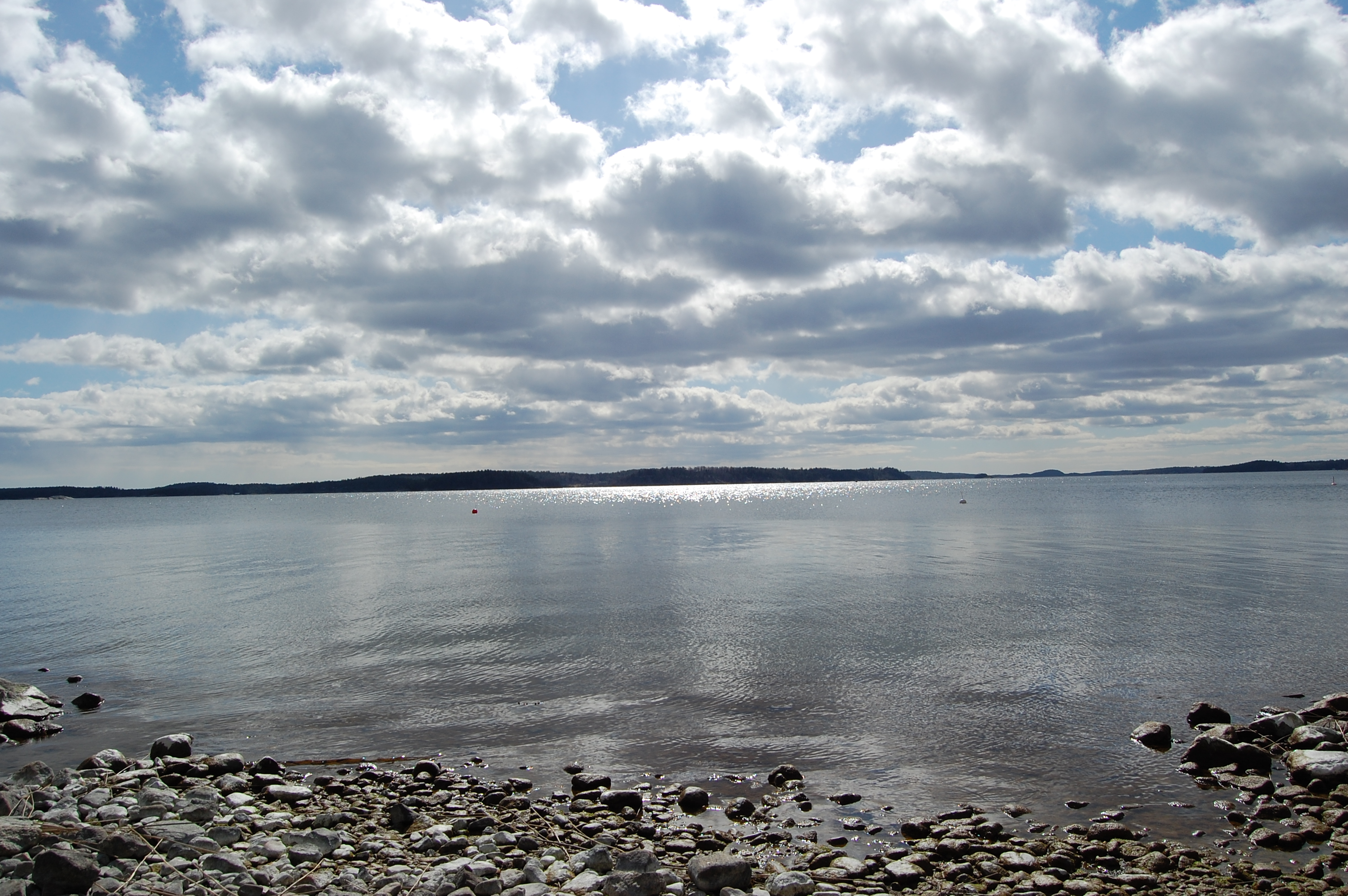
Horsfjärden utanför Årsta Havsbad

I en första etapp gjorde arkitekten Osvald Almqvist en plan för området med tomter på 500–900 m² som arrenderades ut. Det fanns ett tiotal stugmodeller att välja mellan som serietillverkades på HSB:s fabrik och HSB:s svarade för att stugorna fick ett enhetligt utseende med gulmålade lockpanel och gröna pinnstaket runt tomten. Stugorna fanns i olika utförande, beroende hur mycket stugägaren själv ville satsa i arbete och material. 
Stugvarianten "sommarbonad" avsåg ett helt oisolerat hus. I varianten "bättre ombonad" ingick en fyllning av torvströ i väggarna. 1934 kostade en fullt färdig "bättre ombonad" stuga på 16,5 m² 800 kronor i kontantinsats vid tillträdet. Därefter erlades en amortering med 200 kronor per år i 14 år och sedan 105 kronor per år i 16 år. Totalt hade stugköparen på detta sätt efter 30 år betalat 5 280 kronor för sin stuga. Förutom sommarstugorna fanns ett antal så kallade "campingstugor" som bestod av mycket enkla masonitklädda lådor, som hyrdes ut säsongvis som alternativ till tältning. Anläggningen byggdes upp helt på kooperativ basis, till självkostnadspris utan något vinstintresse från HSB:s sida.[källa behövs] Årsta havsbad blev ett internationellt mycket uppmärksammat exempel på 1930-talets socialt betonade bostadsbyggande.

### Badanläggningen och Torget
Den gamla färdvägen från Årsta slott till Vitsån var den enda farbara vägen, men snart anlades en ny väg ut till det nya samhället. 1936 asfalterades vägen och en direktbuss-linje till Ringvägen på Södermalm kom till.
Medelpunkten och träffplatsen var Torget. Här vände bussen, här fanns postkontor, bageri, charkuteri, frisersalong, bensinstation och kiosk samt butiker för livsmedel och fotoartiklar. Här bedrevs även torgmarknad, där odlare och fiskare från omgivningen sålde sina varor.
En dominerande byggnad ovanför sluttningen mot stranden var den stora restaurang- och hotellanläggningen med serveringsterrasser ner mot vattnet. Det var HSB:s paviljong från Stockholmsutställningen 1930 som hade flyttats till Årsta havsbad och utgjorde stommen i anläggningen. Den blev en mötesplats för sommargäster och militärer från den närbelägna örlogsstationen. Hotellet var dock ursprungligen byggt som en utställningspaviljong och det klarade inte havsklimatet och förföll. 1970 eldades det slutligen upp.

### Barnkollo
Sven Wallander var även initiativtagare till en barnkoloni i bergen nordost om Årsta Havsbad. Från 1931 fick ett åttiotal barn i åldern 3-12 år på sommarmånader bo i de fem sovpaviljongerna. Där fanns även en ekonomibyggnad och en sjukstuga. I sportstugan tog man emot barn upp till 16 års ålder. Mellan bad och lekar sysselsattes barnen med ”socialt pedagogiska” uppgifter, såsom kökshandräckning, städning och vedhämtning. Kostnaden per barn var i början av 1930-talet 1:25 om dagen. Fram till 1957 drevs barnkolonin i HSB:s regi, då den övertogs av Vällingby koloniförening. 1962 upphörde verksamheten och byggnaderna revs.

### Historiska bilder

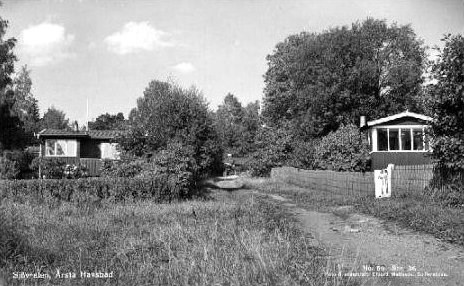
Årsta havsbads stugor, kring 1959
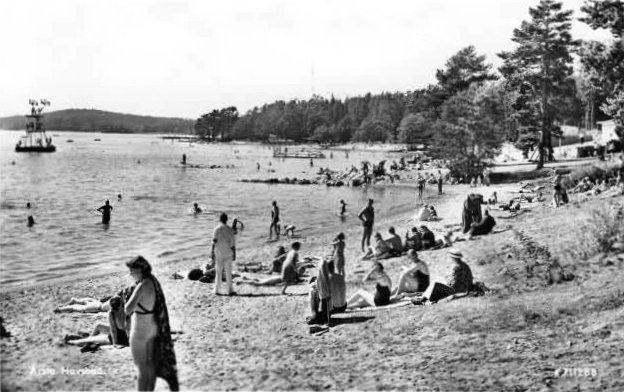
Årsta havsbads strand, kring 1950
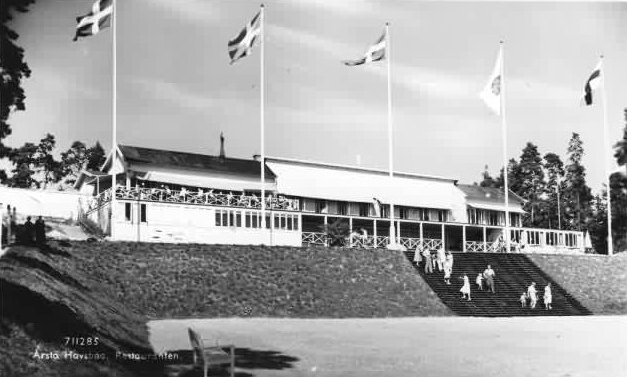
Årsta havsbads hotell- och retauranganläggning, kring 1955
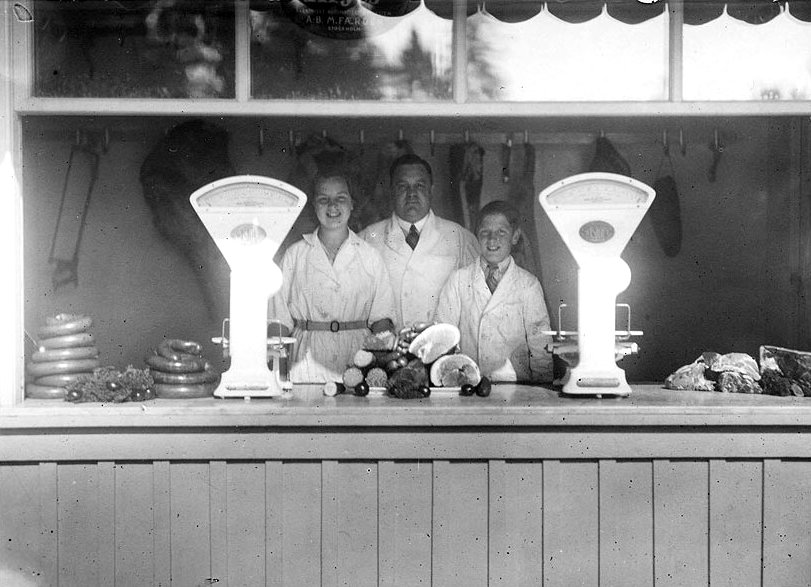
Årsta havsbads torghandel, 1930-talet

### Befolkningsutveckling
| Befolkningsutvecklingen i Årsta havsbad 2015–2020                                     | Befolkningsutvecklingen i Årsta havsbad 2015–2020 | Befolkningsutvecklingen i Årsta havsbad 2015–2020 | Befolkningsutvecklingen i Årsta havsbad 2015–2020 | Befolkningsutvecklingen i Årsta havsbad 2015–2020 |
| ------------------------------------------------------------------------------------- | ------------------------------------------------- | ------------------------------------------------- | ------------------------------------------------- | ------------------------------------------------- |
|                                                                                       |                                                   |                                                   |                                                   |                                                   |
| År                                                                                    |                                                   |                                                   | Folkmängd                                         | Areal (ha)                                        |
| 2015                                                                                  | 2015                                              |                                                   | 389                                               | 145                                               |
| 2020                                                                                  | 2020                                              |                                                   | 561                                               | 172                                               |
| Anm.: Ny tätort 2015, var tidigare en småort som 2010 hade 356 invånare på 119 hektar |                                                   |                                                   |                                                   |                                                   |

## Postort
Från den 7 mars 2011 blev Årsta havsbad en egen postort (tidigare Haninge) med postnumret 137 97.